# Fred Williams (piłkarz)
Fred Williams – angielski piłkarz, który występował na pozycji napastnika. 
Williams występował między innymi w Manchesterze City w latach 1896–1902, w którym rozegrał 125 meczów w lidze i 5 w Pucharze Anglii, strzelając 8 bramek. W czerwcu 1902 przeszedł do Manchesteru United, w którym występował przez jeden sezon.